# Buslätt
Buslätt is een plaats in de gemeente Uddevalla in het landschap Bohuslän en de provincie Västra Götalands län in Zweden. De plaats heeft 104 inwoners (2005) en een oppervlakte van 19 hectare. Buslätt wordt omringd door zowel landbouwgronden bos als rotsen en de Europese weg 6 loopt net ten westen van het dorp. De stad Uddevalla ligt zo'n vijf kilometer ten noorden van Buslätt.